# Каменск-Уральский завод по обработке цветных металлов
Каменск-Уральский завод по обработке цветных металлов (КУЗОЦМ) — металлургическое предприятие в Каменске-Уральском Свердловской области.

## История
Завод в годы Великой Отечественной войны
Завод № 515 был создан по приказу Наркомата цветной металлургии от 15 октября 1941 года на базе эвакуированных заводов: Кольчугинского завода имени С. Орджоникидзе, Московского прокатного завода и Ростовского фольгопрокатного завода. Площадкой завода была выбрана бывшая территория Паровозовагоноремонтного завода, отошедшая в 1938 году к Каменскому магниевому заводу. Первый эшелон из 19 вагонов с оборудованием и 6 вагонов с людьми вышел из Кольчугино 25 октября 1941 года и прибыл в Каменск-Уральский 14 ноября 1941 года. Сотрудники были размещены в школе и клубе посёлка Центральный (ныне микрорайон Первомайский), семьи с детьми в бараках по принципу уплотнения. 17 ноября 1941 года перед заводчанами выступил нарком П.Ф. Ломако. Второй эшелон вышел 29 октября 1941 года, подвергся авианалёту, погибло 24 человека, прибыл 5 декабря 1941 года с технической документацией. С 14.11.1941 по 16.02.1942 прибыло 246 вагонов с промышленным оборудованием из цеха №3 Колчугинского завода, заготовкой и около 800 рабочих. Строительством завода занималась строительная контора № 10 треста «Уралалюминстрой» под руководством Д.С. Денисенко, монтаж оборудования осуществлял «Строймонтаж», проектными работами по размещению оборудования, оснащению корпусов энергетическими мощностями осуществлял институт «Гипроцветметобработка» под руководством Н.М. Григорьева. В декабре 1941 года в ремонтно-механическом цехе смонтировано и введено в действие: 3 токарных и 1 карусельный станок, 2 15-тонных цепных волочильных стана, 2 волочильные однократные машины. Затем был создан электролитейный цех с 9 печами «Аякс» и другим оборудованием; прокатный цех с проволочно-прокатным станом, с 600-тонным вертикальным прессом, с 1000-тонным горизонтальным прессом «Дик» и 1500-тонным прессом «Гидравлик». В 1942 году завод состоял из основных цехов: литейный (цех №1, запущен 15.02.1942), прессовый (цех №2, запущен 22.03.1942), волочильный (цех №3, запущен 02.1942), фольгопрокатный (цех №4, запущен 6.02.1942), трубоволочильный (цех №5, запущен 22.03.1942), прокатный (цех №6, запущен 24.04.1942). 
15 февраля 1942 года была осуществлена первая плавка металла в электропечи, завод начал выдавать продукцию для нужд фронта. Это выпуск прутков, проволоки, труб и фольги из цветных металлов и сплавов. Численность завода в годы ВОВ составляло примерно 2000 человек.
Каменский магниевый завод
В августе 1945 года к заводу был присоединён соседний Каменский магниевый завод (КМЗ) в качестве порошкового цеха.
Завод в послевоенное время
1947 г. – производство первой продукции на экспорт.
1951 г. – предприятие первым в СССР внедряет в производство метод полунепрерывной отливки сплавов из тяжелых цветных металлов, позже принятый на вооружение всеми отечественными заводами ОЦМ.
1966 г. – впервые в системе предприятий Главцветметобработки совместно с Уральским политехническим институтом разработана и внедрена автоматическая наплавка рабочего инструмента и деталей технологического оборудования износостойкими сплавами.
1970-80-е гг. – наращивание производственных мощностей, внедрение новых технологий, повышение объемов производства.
1992-1993 гг. – приватизация предприятия, образование ОАО «Каменск-Уральский завод по обработке цветных металлов».
1999 г. – основным акционером ОАО «КУЗОЦМ» становится ЗАО «Уралцветметобработка».
2010 г. – в цехе № 3 создан участок горячей объемной штамповки.
2011 г. – завершен двухлетний проект по выпуску латунной проволоки собственной брендовой марки BRASSTON. Это первая российская латунная проволока для применения в электроэрозионных станках различных зарубежных производителей, во всех моделях и модификациях российских электроискровых станков. Проволока обладает равномерными механическими свойствами по всей длине и имеет диаметр сечения от 0,2 до 0,45 мм.
Ноябрь 2012 г. – Вхождение ОАО «КУЗОЦМ» в состав Торгово-Промышленной палаты г.Каменска-Уральского.
Октябрь 2013 г. – ОАО «КУЗОЦМ» запускает производство нового вида продукции: катанки из бескислородной меди с использованием технологии UP-CAST (метод вертикального непрерывного литья). Для осуществления технологического процесса внедряется линейка оборудования финской компании UPCAST OY. Кроме того, внедряется линейка оборудования Conform для непрерывной экструзии медной шины. Здесь новый вид катанки используется в качестве заготовки.
Июнь 2014 г. – ОАО «КУЗОЦМ» открывает поставки продукции в Таиланд и Швецию.
Август 2014 г. – ОАО «КУЗОЦМ» выпускает свыше 1200 тонн продукции из бескислородной меди с помощью новой установки Conform.
Сентябрь 2014 г. – ОАО «КУЗОЦМ» показал рост объема реализации медного проката на 24,9% по сравнению с аналогичным периодом 2013 года (продано 3,9 тыс. тонн), а бронзового проката – на сходную величину в 23,4% (реализовано 1,7 тыс. тонн).
Апрель 2015 г. – ОАО «КУЗОЦМ» выходит на рынок Китая.
Май 2015 г. – ОАО «КУЗОЦМ» осуществляет поставку продукции в Великобританию.
Июль 2015 г . – ОАО «КУЗОЦМ» поставляет пробную партию продукции в США.
Октябрь 2015 г. – ОАО «КУЗОЦМ» выходит на российский оптовый рынок электроэнергии и мощности (ОРЭМ).
Декабрь 2015 г. – ОАО «КУЗОЦМ» показал по итогам года рост объема реализации никелевого проката на 60%, порошков и пудр на 13%, по сравнению с аналогичными показателями в 2014 году.
Награды
За свои достижения завод был неоднократно награждён:
- 1942—1945 — переходящее Красное знамя ГКО (присуждалось 5 раз) за освоение новых видов изделий и своевременную поставку продукции оборонной промышленности;
- 1942—1945 — переходящее Знамя Наркомата цветной металлургии (присуждалось 14 раз).

## Деятельность
Основными видами выпускаемой продукции являются прессованные и тянутые прутки круглого, шестигранного, квадратного и фасонного сечений, проволока круглая и прямоугольная, полосы коллекторные, шины, аноды, литейные сплавы, порошки и пудры.
Ассортимент выпускаемой продукции составляет около 16 тысяч типоразмеров и более 140 сплавов.
Выпускаемая продукция используется в различных отраслях промышленности: электротехнической, металлургической, энергетике, машиностроении, судостроении, химической и нефтеперерабатывающей промышленности, приборостроении, авиационной технике.

## Руководство
За всё время руководителями завода становились:
- Василий Степанович Стряпунин (1943 — 1948);
- Михаил Федорович Баженов (1948 — 1951);
- Василий Иванович Матюханов (1951 — 1959);
- Александр Федорович Евсеев(1959 — 1969);
- Генрих Иванович Саруль (1969 — 1973);
- Василий Сергеевич Таушканов (1973 — 1976);
- Александр Михайлович Киселев (1976 — 1980);
- Ананий Павлович Потопаев (1981 — 1985);
- Алексей Степанович Ламзин (1985 — 1986);
- Валерий Павлович Карфидов (1986 — 1988);
- Роберт Васильевич Абдулин (1988 — 1993);
- Виктор Степанович Токарь (1993 — 1996);
- Юрий Васильевич Мартемьянов (1996 — 1997);
- Владимир Антонович Молчанов (1997 — 2000);
- Владимир Николаевич Краснов (2000 — 2004);
- Фарит Гашимович Махмутов (2004 — 2011);
- Дмитрий Владимирович Стадниченко (2011 — 2012);
- Игорь Валерьевич Мочалин (2012 — 2016);
- Андрей Львович Комиссаров (2016 — 2017);
- Ольга Александровна Зубина (2017 — 2019);
- Василий Викторович Радько (2019 — 2023).
- Николай Викторович Радько (2024-н.в)